# Federico il Grande (saggio biografico)
Federico il Grande è un saggio storico di Alessandro Barbero pubblicato nel 2007 e ristampato nel 2017.

## Descrizione
Il libro è una biografia ragionata di Federico il Grande, personaggio centrale della storia militare tedesca ed europea del XVIII secolo, "creatore della potenza dello stato prussiano". Il testo, che secondo Matteo Matzuzzi "racconta una fase determinante della storia europea meglio di dieci manuali scolastici", alterna l'analisi della sua complessa e per molti versi contraddittoria personalità, traendo spunto dai suoi diari personali e dalla sua corrispondenza, al racconto dei fatti legati alla sua vita politica e militare. In particolare Federico riuscì a riorganizzare efficacemente l'esercito e lo stato prussiano, conseguendo una serie di vittorie sul campo che influirono notevolmente sullo scacchiere europeo dell'epoca.